# Takeši Košida
Takeši Košida (* 19. říjen 1960) je bývalý japonský fotbalista.

## Klubová kariéra
Hrával za Nissan Motors.

## Reprezentační kariéra
Takeši Košida odehrál za japonský národní tým v letech 1980-1985 celkem 19 reprezentačních utkání.

## Statistiky
| Japonsko | Japonsko | Japonsko |
| Roky     | Záp.     | Góly     |
| -------- | -------- | -------- |
| 1980     | 1        | 0        |
| 1981     | 1        | 0        |
| 1982     | 7        | 0        |
| 1983     | 6        | 0        |
| 1984     | 3        | 0        |
| 1985     | 1        | 0        |
| Celkem   | 19       | 0        |